# Gloucester County, Virginia
Gloucester County är ett administrativt område i delstaten Virginia, USA, med 36 858 invånare. Den administrativa huvudorten (county seat) är Gloucester Courthouse. 

## Geografi
Enligt United States Census Bureau har countyt en total area på 746 km². 561 km² av den arean är land och 185 km² är vatten.     

### Angränsande countyn
- Middlesex County - nord
- Mathews County - öst
- York County - syd
- James City County - sydväst
- King and Queen County - väst

### Orter
- Gloucester Courthouse (huvudort)
- Gloucester Point